# Paolo Urso
Paolo Urso (Acireale, 17 aprile 1940) è un vescovo cattolico italiano, dal 2002 al 2015 quarto vescovo di Ragusa.

## Biografia
È nato ad Acireale, sede dell'omonima diocesi, il 17 aprile 1940.

### Formazione e ministero sacerdotale
Laureato in diritto civile e canonico presso la Pontificia Università Lateranense, ha anche conseguito il titolo di avvocato rotale.
È stato ordinato sacerdote il 7 ottobre 1962 per la diocesi di Acireale.
È stato prima vicario episcopale per i sacramenti e poi, dal 2000, vicario generale della diocesi.

### Ministero episcopale
Il 16 febbraio 2002 papa Giovanni Paolo II lo ha nominato vescovo di Ragusa. Ha ricevuto la consacrazione episcopale il 12 aprile dello stesso anno dalle mani del cardinale Salvatore De Giorgi, arcivescovo di Palermo, concelebranti il vescovo di Acireale Salvatore Gristina e il nunzio apostolico in Italia Paolo Romeo.
Nella Conferenza episcopale siciliana è stato delegato per il clero, i seminari e le vocazioni.
A gennaio 2012, in un'intervista all'edizione on line di un quotidiano nazionale si è pronunciato a favore del riconoscimento giuridico da parte dello Stato delle unioni di fatto, anche se fra persone dello stesso sesso. L'intervista ebbe ampio risalto sulla stampa nazionale.

Papa Francesco ha accettato la sua rinuncia al governo pastorale della diocesi il 7 ottobre 2015.

## Stemma e motto

### Blasonatura
Inquartato di oro e di rosso. Nel primo tre anelli di rosso intersecati fra di loro, nel secondo una stella di oro ad otto punte, nel terzo una conchiglia di oro, nel quarto un fuoco di rosso.
Galero verde con 6 nappe verdi per lato e croce astile da vescovo.

### Motto
Il motto scelto è Il suo amore è per sempre.

## Genealogia episcopale
La genealogia episcopale è:
- Cardinale Scipione Rebiba
- Cardinale Giulio Antonio Santori
- Cardinale Girolamo Bernerio, O.P.
- Arcivescovo Galeazzo Sanvitale
- Cardinale Ludovico Ludovisi
- Cardinale Luigi Caetani
- Cardinale Ulderico Carpegna
- Cardinale Paluzzo Paluzzi Altieri degli Albertoni
- Papa Benedetto XIII
- Papa Benedetto XIV
- Cardinale Enrico Enriquez
- Arcivescovo Manuel Quintano Bonifaz
- Cardinale Buenaventura Córdoba Espinosa de la Cerda
- Cardinale Giuseppe Maria Doria Pamphilj
- Papa Pio VIII
- Papa Pio IX
- Cardinale Gustav Adolf von Hohenlohe-Schillingsfürst
- Arcivescovo Salvatore Magnasco
- Cardinale Gaetano Alimonda
- Cardinale Agostino Richelmy
- Arcivescovo Angelo Bartolomasi
- Arcivescovo Ferdinando Bernardi
- Arcivescovo Francesco Minerva
- Cardinale Salvatore De Giorgi
- Vescovo Paolo Urso